# Ernst Hellgardt
Ernst Hellgardt (* 7. November 1938 in Elbing) ist ein deutscher germanistischer Mediävist.
Ernst Hellgardt studierte ab 1959 Germanistik und Philosophie in München und Tübingen. 1970 wurde er an der Universität München promoviert. Seit 1971 war er dort wissenschaftlicher Assistent, habilitierte sich 1978, wurde 1978 zum wissenschaftlichen Rat ernannt, 1980 zum C 2-Professor und 1994 zum C 3-Professor. Er lehrte dort bis zu seiner Emeritierung ältere deutsche Sprache und Literatur.

## Veröffentlichungen (Auswahl)
- Zum Problem symbolbestimmter und formalästhetischer Zahlenkomposition in mittelalterlicher Literatur. Mit Studien zum Quadrivium und zur Vorgeschichte des mittelalterlichen Zahlendenkens. (Philosophische Dissertation 1970) München 1973 (= Münchener Texte und Untersuchungen zur deutschen Literatur des Mittelalters. Band 45).
- Die exegetischen Quellen von Otfrids Evangelienbuch. Beiträge zu ihrer Ermittlung. Mit einem Kapitel über die Weißenburger Bibliothek des Mittelalters und der Otfridzeit. 1981
- Lied im deutschen Mittelalter. Überlieferung, Typen und Gebrauch. (Chiemsee-Colloquium 1991). 1996. (Mitherausgeber)
- Theodisca. Zur Stellung der althochdeutschen und altniederdeutschen Sprache und Literatur in der Kultur des frühen Mittelalters. 1998. (Mitherausgeber)